# Пен (Верхняя Сона)
Пен (фр. Pin) — коммуна во Франции, находится в регионе Франш-Конте. Департамент — Верхняя Сона. Входит в состав кантона Марне. Округ коммуны — Везуль.
Код INSEE коммуны — 70410.

## География
Коммуна расположена приблизительно в 320 км к юго-востоку от Парижа, в 15 км северо-западнее Безансона, в 40 км к юго-западу от Везуля.
Вдоль южной границы коммуны протекает река Оньон. Северная часть коммуны покрыта лесами.

## Население
Население коммуны на 2010 год составляло 694 человека.
| 1962 | 1968 | 1975 | 1982 | 1990 | 1999 | 2010 |
| ---- | ---- | ---- | ---- | ---- | ---- | ---- |
| 385  | 360  | 354  | 426  | 504  | 568  | 694  |

## Экономика
В 2010 году среди 425 человек трудоспособного возраста (15—64 лет) 347 были экономически активными, 78 — неактивными (показатель активности — 81,6 %, в 1999 году было 68,5 %). Из 347 активных жителей работали 329 человек (179 мужчин и 150 женщин), безработных было 18 (6 мужчин и 12 женщин). Среди 78 неактивных 25 человек были учениками или студентами, 27 — пенсионерами, 26 были неактивными по другим причинам.

## Достопримечательности
- Замок Пен (XV век). Исторический памятник с 1995 года[8]

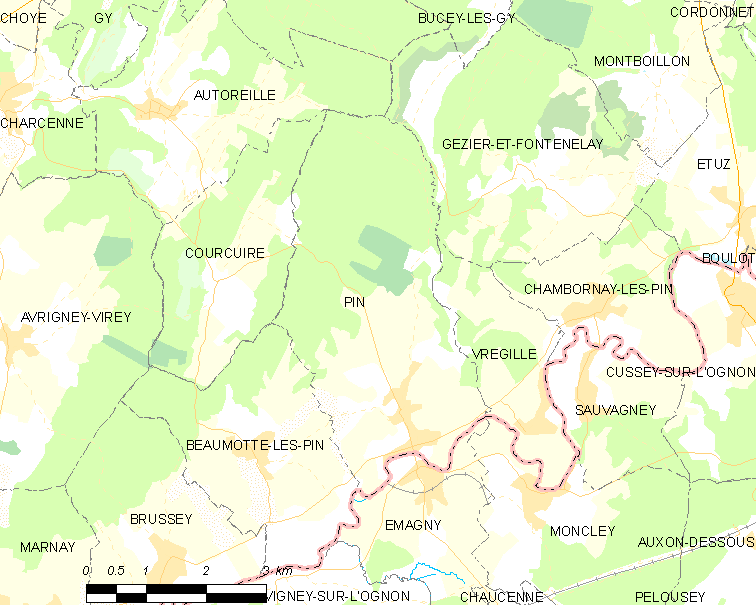
Карта коммуны